# Nathalia Aragonese
Nathalia Aragonese Molina (Santiago, 9 de septiembre de 1981) es una actriz chilena de cine, teatro y televisión.
Ganadora del premio a mejor actriz en el Festival de Cine de Marseille, Francia, y en el Festival de Cine CEARA, Brasil, por su actuación protagónica en la película Cabros de mierda, dirigida por Gonzalo Justiniano. En Chile, sus pares la nominaron por la misma película a mejor actriz en los premios Caleuche. Es actriz y voz en off de la serie Una historia necesaria, ganadora del premio IEMMY 2018 como mejor serie short form.

## Carrera
Estudió teatro en la Academia de Actuación de Fernando González. Su debut en la televisión fue el 2005 en la teleserie Gatas y tuercas donde interpretó a Eloísa.
En el 2006 fue contratada por Televisión Nacional de Chile para interpretar a Maya Fritzenwalden, hermana de Federico Fritzenwalden (Cristián Arriagada) en la teleserie Floribella.
Durante el año 2008, se estrena la serie chilena de televisión La ofis, adaptación de la exitosa serie británica The Office, donde es parte del elenco protagónico.
En 2010, interpretó a la joven mestiza Pascuala Chávez en Manuel Rodríguez y, al año siguiente, encarnó a la mapuche Ancavilo Cayul en La Doña (2011), dos destacadas superproducciones de época dirigidas por Vicente Sabatini Downey.
En noviembre del año 2017, se estrena la serie chilena de televisión Una historia necesaria, donde participa como actriz y voz en off. La serie, producida por Hernán Caffiero, obtendría un año más tarde un premio Emmy internacional, por la categoría a Mejor Serie Corta.
Durante el mismo año interpreta a «La Francesita» en la película Cabros de mierda (La Francesita en España), siendo su rol protagónico más importante en largometrajes, de la mano del destacado director chileno Gonzalo Justiniano. Su estreno internacional se realizó en el Festival de Cine de Roma. Esta última interpretación la lleva a ser nominada como Mejor Actriz en los Premios Caleuche, Chile; y más tarde a ser ganadora del premio a Mejor Actriz en el Festival de Cine de Marseille y el Festival de Cine CEARA, en Brasil.
Además imparte clases de actuación cinematográfica en la Escuela de Cine de Chile.
En marzo de 2025, Aragonese obtuvo el papel de Magdalena en la audio serie La casa de Bernarda Alba, de Federico García Lorca, coproducción entre ChileActores, GestionArte y Centro GAM, adaptada y dirigida por Claudia Di Girolamo Quesney.

## Vida personal
Fue pareja del actor Mario Horton, a quien conoció en el set de la teleserie Floribella, desde 2007 hasta finales 2011. Producto de esta relación nacería su hija llamada Milagros en diciembre de 2008. Desde 2012 mantiene una relación con el director Rodrigo Susarte.

## Filmografía
| Año  | Título                   | Papel        | Director                      |
| ---- | ------------------------ | ------------ | ----------------------------- |
| 2011 | 03:34 Terremoto en Chile | Negra        | Juan Pablo Ternicier          |
| 2016 | Prueba de actitud        | Lady Rataxes | Fabrizio Copano               |
| 2017 | Cabros de mierda         | Gladys       | Gonzalo Justiniano            |
| 2018 | Sapo                     | Enfermera    | Juan Pablo Ternicier          |
| 2019 | Mi amigo Alexis          | Profesora    | Alejandro Fernández Almendras |
| 2024 | Cecilia, la incomparable | Marta        | Vanessa Miller                |

## Televisión
| Año       | Título                  | Papel              | Notas                       |
| --------- | ----------------------- | ------------------ | --------------------------- |
| 2004      | Hippie                  | Joaquina Medel     |                             |
| 2005      | Gatas y tuercas         | Eloísa Villarreal  |                             |
| 2006      | Floribella              | Maya Fritzenwalden |                             |
| 2007      | Alguien te mira         | Celeste            | Sin acreditar; 1 episodio   |
| 2010      | Manuel Rodríguez        | Pascuala Chávez    | [ 5 ]                       |
| 2011–2012 | La Doña                 | Ancavilo Cayul     | [ 6 ] [ 7 ]                 |
| 2013      | Las Vega's              | Scarlett Soto      | Sin acreditar; 5 episodios  |
| 2014      | Volver a amar           | Nancy Corrales     |                             |
| 2015      | Esa no soy yo           | Érika Gallo        |                             |
| 2017      | Tranquilo papá          | Romina Soto        | Sin acreditar; 18 episodios |
| 2019–2020 | Amor a la Catalán       | Rosario Mamani     |                             |
| 2023–2024 | Juego de ilusiones      | Susana Mardones    |                             |
| 2024–2025 | Nuevo amores de mercado | Victoria Tapia     |                             |

| Año       | Título                          | Papel              | Notas                           |
| --------- | ------------------------------- | ------------------ | ------------------------------- |
| 2006      | La vida es una lotería          | Carla              |                                 |
| 2008      | La ofis                         | Rocío Poblete      |                                 |
| 2008      | Casado con Hijos                | Compañera de Nacho |                                 |
| 2012      | Infieles                        | Victoria           |                                 |
| 2013      | Lo que callamos las mujeres     | Mariela            |                                 |
| 2013      | Los 80                          | Gloria             | 6 episodios                     |
| 2014      | Sudamerican rockers             | Cecilia Aguayo     | 6 episodios                     |
| 2015      | Juana Brava                     | Madre de Victoria  |                                 |
| 2017      | 12 días que estremecieron Chile | Mane               | Episodio: La muerte de Pinochet |
| 2017      | Una historia necesaria          | Mariana Abarzúa    | Episodio: David Silberman       |
| 2019      | Héroes invisibles               | Nora               | 6 episodios                     |
| 2022      | Cromosoma 21                    | Patricia Salas     | 8 episodios                     |
| 2023      | La vida de nosotras             | Karina             | Episodio: Érika Muñoz           |
| 2023      | Cecilia, la incomparable        | Marta              | Episodio: Quiero una familia    |
| 2024-2025 | Hasta el final                  |                    | T1-T2.                          |

## Teatro
| Año  | Obra                         | Autor               | Director           | Teatro             | Ref.          |
| ---- | ---------------------------- | ------------------- | ------------------ | ------------------ | ------------- |
| 2007 | Santa Juana de los mataderos | Bertolt Brecht      | Rodrigo Pérez      | Teatro La Memoria  | [ 9 ]         |
| 2007 | Atentados contra su vida     | Martin Crimp        | Constanza Brieba   | Mori Bellavista    | [ 10 ]        |
| 2009 | Rota                         | Luis Barrales       | Mario Horton       | Lastarria 90       | [ 11 ]        |
| 2011 | Intrusión                    | Frédéric Sonntag    | Constanza Brieba   | Centro GAM         | [ 12 ]        |
| 2011 | La casa de los espíritus     | Caridad Svich       | José Zayas         | Mori Parque Arauco | [ 13 ]        |
| 2012 | El Malo de la Película       | Carlos Espinoza     | Carlos Espinoza    | Teatro del Puente  | [ 14 ]        |
| 2012 | Ardiente paciencia           | Antonio Skármeta    | Alejandro Castillo | Mori Parque Arauco | [ 15 ] [ 16 ] |
| 2013 | Acassuso                     | Rafael Spregelburd  | Omar Morán         | Teatro del Puente  | [ 17 ]        |
| 2014 | Santiago High Tech           | Cristián Soto       | Francisco Krebs    | Centro GAM         | [ 18 ]        |
| 2015 | La nueva familia             | Gerardo Oettinger   | Rodrigo Susarte    | Teatro La Memoria  |               |
| 2015 | La guerra del agua           | Nathalia Aragonese  | Nathalia Aragonese | Perrera Arte       | [ 19 ]        |
| 2017 | Elegía de los Andes          | Escritura colectiva | Constanza Thumler  |                    |               |
| 2024 | Contradicciones              | Mike Bartlett       | Ella misma         | Teatro Zoco        |               |

## Videos musicales
| Año  | Título        | Director        | Artista(s) |
| ---- | ------------- | --------------- | ---------- |
| 2014 | «Domesticame» | Rodrigo Susarte | De Saloon  |

## Premios y nominaciones
| Año  | Premio                                    | Categoría                             | Título             | Resultado |
| ---- | ----------------------------------------- | ------------------------------------- | ------------------ | --------- |
| 2018 | 3.º Premios Caleuche                      | Mejor actriz protagónica de cine      | Cabros de mierda   | Nominada  |
| 2018 | Festival de Cine Sudamericano de Marsella | Mejor actriz de cine                  | Cabros de mierda   | Ganadora  |
| 2018 | Festival de Cine Ceara                    | Mejor actriz de cine                  | Cabros de mierda   | Ganadora  |
| 2024 | 8.º Premios Caleuche                      | Mejor actriz de soporte en teleseries | Juego de ilusiones | Nominada  |